# كرو فووت
كرو فووت (بالإنجليزية: Crow Foot)‏ هو قائد عسكري أمريكي، ولد في 1876 في داكوتا الجنوبية في الولايات المتحدة، وتقول المصادر أنه قُتل في 15 ديسمبر 1890 في فورت ييتس في الولايات المتحدة على يد بعض الوكلاء الهنود مع والده.